# 세인트키츠 네비스의 총리

세인트키츠 네비스의 국장

세인트키츠 네비스의 총리(Prime Minister of Saint Kitts and Nevis)는 세인트키츠 네비스의 국가 수반이며, 각료를 지위하는 구성자이다. 세인트키츠 네비스는 영국 여왕을 모시고 있는 주권 상태에 있기 때문에 총리가 실권을 쥐고 있다. 現 총리는 테런스 드루이다.

## 역대 총리 목록
1. 케네디 시몬즈(Kennedy Simmonds, 1936 ~): 인민행동운동, 1983년 9월 19일 ~ 1995년 7월 7일.
2. 덴질 더글라스(Denzil Douglas, 1953 ~): 세인트키츠 네비스 노동당, 1995년 7월 7일 ~ 2015년 9월 18일.
3. 티모시 해리스(Timothy Harris, 1964 ~): 인민노동당, 2015년 9월 18일 ~ 2022년 8월 6일.
4. 테런스 드루(Terrance Drew, 1976 ~): 세인트키츠 네비스 노동당, 2022년 8월 6일 ~ 현재.